# Municipio de East Bend (Illinois)
El municipio de East Bend (en inglés: East Bend Township) es un municipio ubicado en el condado de Champaign en el estado estadounidense de Illinois. En el año 2010 tenía una población de 584 habitantes y una densidad poblacional de 6,23 personas por km².

## Geografía
El municipio de East Bend se encuentra ubicado en las coordenadas 40°21′45″N 88°16′51″O / 40.36250, -88.28083. Según la Oficina del Censo de los Estados Unidos, el municipio tiene una superficie total de 93.8 km², de la cual 93,35 km² corresponden a tierra firme y (0,48 %) 0,45 km² es agua.

## Demografía
Según el censo de 2010, había 584 personas residiendo en el municipio de East Bend. La densidad de población era de 6,23 hab./km². De los 584 habitantes, el municipio de East Bend estaba compuesto por el 96,75 % blancos, el 1,2 % eran afroamericanos, el 0,34 % eran amerindios, el 0,68 % eran de otras razas y el 1,03 % eran de una mezcla de razas. Del total de la población el 0,17 % eran hispanos o latinos de cualquier raza.